# 인도의 정당
인도는 연방정부 집권 경험으로만 따지면 인도국민회의와 인도인민당이 주요 정당인 사실상 양당제 국가이지만(물론 연합은 한다), 전세계 민주주의 국가 중 가장 큰 규모의 선거가 치러지는 나라인 만큼, 영토나 인구에 비례해 지역, 종교정당 포함, 다양한 스펙트럼의 가지각색 정당들이 존재한다. 이러다보니 연방정부에선 크게 존재감이 없더라도 주정부에선 입김이 센 경우도 있다.

## 정당 목록

### 주요 정당 목록
- 인도 국민회의 - 세속주의, 사회민주주의 중도좌파 정당.
- 인도 인민당 - 힌두 내셔널리즘, 보수주의 우익 정당.
- 전인도 안나 드라비다 문네트라 카장간 진보당 - 사회민주주의 좌파 정당.
- 인도 공산당 - 수정 마르크스주의, 농경주의, 농본주의 좌익 정당.
- 인도 공산당 (마르크스주의) - 공산주의, 마르크스주의 좌익 정당.
- 대중사회당 - 달리트 진보주의, 세속주의 중도좌파정당.
- 인도 연합 무슬림 연맹 - 무슬림 민족주의, 이슬람 민주주의.
- 시브 세나 - 힌두교 민족주의, 신분차별 옹호 극우 정당.
- 국민 회의당 - 인도 내셔널리즘, 국민보수주의, 보수주의 우익 정당.
- 혁명적 사회주의자당 - 민주사회주의, 마르크스주의 좌익 정당.
- 텔루구어 데삼 당[1] - 지역주의, 사회자유주의, 보수주의 중도 정당.

### 과거에 존재했던 정당
- 전인도무슬림연맹

## 주요 정당 연합
인도의 정당 연합은 수많은 주요정당, 군소정당으로 구성되어 있기 때문에 각 해당 문서에는 주요 정당만 서술했다.
- 국민민주동맹
- 통합진보동맹
- 제3의 전선

## 같이 보기
- 정당 목록